# Brána svatého Františka
Brána svatého Františka je zaniklá brána pražského opevnění, která stála v Praze 1-Starém Městě na východním konci ulice Řásnovka u Revoluční třídy. Nese jméno po nedalekém kostele svatého Františka v areálu Anežského kláštera.

## Historie
Brána stála v pražském opevnění u řeky Vltavy při posledním domě v ulici (původní čp. 770-25) zvaném „na velké baště“. Mezi tímto domem a rohovým domem na Františku čp. 774 bývala bašta (vež). U čp. 775-13, které bylo v majetku Spolku pro blaho nuzných dítek, býval plácek nazývaný „Baštecký“.
Roku 1310 dal kaplan královny Elišky Přemyslovny Berengar úderem na zvon z věže Týnského chrámu znamení měšťanům, kteří byli s ním domluveni, aby bránu svatého Františka otevřeli a umožnili tak vpád krále Jana Lucemburského do Starého Města.